# حلقه‌گل شرقی
حلقه‌گل شرقی (نام علمی: Zerynthia cerisy) نام یک گونه از تیره پروانه‌های دم‌چلچله‌ای است. زیستگاه جغرافیایی این پروانه از بالکان تا ترکیه می‌باشد و تا نزدکی خاورمیانه ادامه دارد. پهنای بال پروانه حلقه گل ۵۲ تا ۶۲ میلی‌متر است. بسته به موقعیت جغرافیایی، این گونه از اسفند تا تیر فعالیت پروازی دارد. لارو حلقه‌گل شرقی از گونه‌های مختلف علفی زرآوند تغذیه می‌نماید.